# 2016-os Chevrolet Detroit Belle Isle Grand Prix
A 2016-os Chevrolet Indy Dual in Detroit volt a 2016-os IndyCar Series szezon hetedik és nyolcadik futama. Az első versenyt június 4-én, a másodikat pedig 5-én rendezték meg a michigani Detroitban. A versenyt az ABC közvetítette.

## Nevezési lista
| Csapat                         | Első versenyző | Első versenyző     | Második versenyző | Második versenyző | Harmadik versenyző | Harmadik versenyző | Negyedik versenyző | Negyedik versenyző |
| ------------------------------ | -------------- | ------------------ | ----------------- | ----------------- | ------------------ | ------------------ | ------------------ | ------------------ |
| Team Penske                    | 2              | Juan Pablo Montoya | 3                 | Hélio Castroneves | 12                 | Will Power         | 22                 | Simon Pagenaud     |
| Schmidt Peterson Motorsports   | 5              | James Hinchcliffe  | 7                 | Mihail Aljosin    |                    |                    |                    |                    |
| Chip Ganassi Racing Teams      | 8              | Max Chilton        | 9                 | Scott Dixon       | 10                 | Tony Kanaan        | 83                 | Charlie Kimball    |
| KVSH Racing                    | 11             | Sébastien Bourdais |                   |                   |                    |                    |                    |                    |
| A.J. Foyt Enterprises          | 14             | Szató Takuma       | 41                | Jack Hawksworth   |                    |                    |                    |                    |
| Rahal Letterman Lanigen Racing | 15             | Graham Rahal       |                   |                   |                    |                    |                    |                    |
| Dale Coyne Racing              | 18             | Conor Daly         | 19                | Gabby Chaves      |                    |                    |                    |                    |
| Ed Carpenter Racing            | 20             | Spencer Pigot      | 21                | Josef Newgarden   |                    |                    |                    |                    |
| Andretti Autosport             | 26             | Carlos Muñoz       | 27                | Marco Andretti    | 28                 | Ryan Hunter-Reay   |                    |                    |
| Andretti Herta Autosport       | 98             | Alexander Rossi    |                   |                   |                    |                    |                    |                    |

## Első verseny

### Időmérő
Az első futam időmérőjét június 3-án, délután tartották. A pole-pozíciót Simon Pagenaud szerezte meg Hélio Castroneves és Juan Pablo Montoya előtt.
| Helyezés              | #  | Versenyző          | Csapat                         | Első csoport | Második csoport | Top 12    | Fast 6    |
| --------------------- | -- | ------------------ | ------------------------------ | ------------ | --------------- | --------- | --------- |
| 1.                    | 22 | Simon Pagenaud     | Team Penske                    |              | 1:15,6258       | 1:14,9932 | 1:14,9166 |
| 2.                    | 3  | Hélio Castroneves  | Team Penske                    |              | 1:15,6004       | 1:14,6899 | 1:14,9285 |
| 3.                    | 2  | Juan Pablo Montoya | Team Penske                    | 1:15,4335    |                 | 1:15,1583 | 1:15,5659 |
| 4.                    | 5  | James Hinchcliffe  | Schmidt Peterson Motorsports   | 1:15,9092    |                 | 1:15,3848 | 1:15,7708 |
| 5.                    | 26 | Carlos Muñoz       | Andretti Autosport             |              | 1:15,7930       | 1:15,4256 | 1:16,3897 |
| 6.                    | 9  | Scott Dixon        | Chip Ganassi Racing            | 1:15,3822    |                 | 1:14,7867 | 1:16,4613 |
| 7.                    | 10 | Tony Kanaan        | Chip Ganassi Racing            | 1:15,3884    |                 | 1:15,5508 |           |
| 8.                    | 83 | Charlie Kimball    | Chip Ganassi Racing            |              | 1:16,0651       | 1:15,6712 |           |
| 9.                    | 12 | Will Power         | Team Penske                    | 1:15,7547    |                 | 1:15,7142 |           |
| 10.                   | 15 | Graham Rahal       | Rahal Letterman Lanigan Racing |              | 1:16,2400       | 1:15,7172 |           |
| 11.                   | 14 | Szató Takuma       | A.J. Foyt Enterprises          | 1:15,6938    |                 | 1:16,0998 |           |
| 12.                   | 7  | Mihail Aljosin     | Schmidt Peterson Motorsports   |              | 1:16,2666       | 1:16,2665 |           |
| 13.                   | 11 | Sébastien Bourdais | KVSH Racing                    | 1:16,1087    |                 |           |           |
| 14.                   | 21 | Josef Newgarden    | Ed Carpenter Racing            |              | 1:16,3154       |           |           |
| 15.                   | 28 | Ryan Hunter-Reay   | Andretti Autosport             | 1:16,2643    |                 |           |           |
| 16.                   | 18 | Conor Daly         | Dale Coyne Racing              |              | 1:16,6370       |           |           |
| 17.                   | 98 | Alexander Rossi    | Andretti Herta Autosport       | 1:16,4512    |                 |           |           |
| 18.                   | 8  | Max Chilton        | Chip Ganassi Racing            |              | 1:16,7138       |           |           |
| 19.                   | 27 | Marco Andretti     | Andretti Autosport             | 1:16,4965    |                 |           |           |
| 20.                   | 19 | Gabby Chaves       | Dale Coyne Racing              |              | 1:16,9140       |           |           |
| 21.                   | 20 | Spencer Pigot      | Andretti Autosport             | 1:17,6894    |                 |           |           |
| 22.                   | 41 | Jack Hawksworth    | A.J. Foyt Enterprises          |              | 1:18,3918       |           |           |
| HIVATALOS VÉGEREDMÉNY |    |                    |                                |              |                 |           |           |

### Rajtfelállás
| Rajtsor | Belső ív | Belső ív           | Külső ív | Külső ív                 |
| ------- | -------- | ------------------ | -------- | ------------------------ |
| 1.      | 22       | Simon Pagenaud     | 3        | Hélio Castroneves        |
| 2.      | 2        | Juan Pablo Montoya | 5        | James Hinchcliffe        |
| 3.      | 26       | Carlos Muñoz       | 9        | Scott Dixon              |
| 4.      | 10       | Tony Kanaan        | 83       | Charlie Kimball          |
| 5.      | 12       | Will Power         | 15       | Graham Rahal             |
| 6.      | 14       | Szató Takuma       | 7        | Mihail Petrovics Aljosin |
| 7.      | 11       | Sébastien Bourdais | 21       | Josef Newgarden          |
| 8.      | 28       | Ryan Hunter-Reay   | 18       | Conor Daly               |
| 9.      | 98       | Alexander Rossi    | 8        | Max Chilton              |
| 10.     | 27       | Marco Andretti     | 19       | Gabby Chaves             |
| 11.     | 20       | Spencer Pigot      | 41       | Jack Hawksworth          |

### Verseny
Az első versenyt június 4-én, délután tartották. Egy tiszta rajt után Simon Pagenaud megőrizte vezető helyét, majd csapattársával, Castronevesszel nagyobb előnyre tettek szert az első körökben. Az elején Montoya is jól tartotta magát a harmadik helyen, de vezető duó tempoját nem tudta felvenni. A mezőny nagy része az első 10 kör alatt kijött a boxutcába, kivéve Pagenaud, Castroneves és a kemény gumikon rajtoló, azaz másik stratégián lévő Muñoz. A tizedik körben Chilton törte össze az autóját, ami nagyon rosszul jött a vezető hármasnak. A sárga zászlós körök után Pagenaud növelni kezdte előnyét mielőtt a 23. körben kijött kerékcserére. A francia a csapattársai, Montoya és Power mögé jött vissza, majd a 32. körben Power belső íven akarta megelőzni Montoyát, de mindketten lecsúsztak az ideális ívről, így Pagenaud visszaállhatott az élre. A 42. körben ismét előkerültek a sárga zászlók, miután James Hinchcliffe csúszott ki és végezte a gumifalban. Az autó láthatólag nem szenvedett nagy sérüléseket, de lefulladt, így a kanadai csak több körös hátrányban térhetett vissza a versenybe. Miután a boxutca a következő körben kinyitott, Montoyán, Rahalon, Dixonon, Bourdais-en és Daly-n kívül mindenki a boxba hajtott. Még az újraindítás előtt Power a vezető helyről gurult a bukótérbe. Autója leállt, sőt még a jobb hátsó kerekét is rosszul rögzítették. Montoya az 53. körben állt ki második kerékcseréjére. A kolumbiai az üzemanyagot spóroló Pagenaud és Castroneves mögé jött vissza, de miután megelőzte őket a versenyen vezető bolyra próbált felzárkózni. Dixon két körrel később jött ki a boxba, de egy mechanikai probléma miatt egy körrel később feladta a versenyt. Bourdais az 57. körben, Daly pedig a négy körrel később látogatta meg a boxutcát, de mindketten Montoya elé tértek vissza. A verseny köztük dőlt el, de semmi nem akadályozta meg Bourdaist abban, hogy 2015 után ismét nyerjen Detroitban. Második lett Daly, Montoya és Rahal előtt. Castroneves végül 5. lett, Pagenaudnak azonban kifogyott az üzemanyaga, így csak a 13. helyen végzett.
| Helyezés              | #  | Versenyző          | Csapat                         | Futott kör (Kiesés oka) | Rajthely | Élen töltött körök száma | Pont |
| --------------------- | -- | ------------------ | ------------------------------ | ----------------------- | -------- | ------------------------ | ---- |
| 1.                    | 11 | Sébastien Bourdais | KVSH Racing                    | 70 (1:40:51,6838)       | 13       | 12                       | 51   |
| 2.                    | 18 | Conor Daly         | Dale Coyne Racing              | 70                      | 16       | 4                        | 41   |
| 3.                    | 2  | Juan Pablo Montoya | Team Penske                    | 70                      | 3        | 13                       | 36   |
| 4.                    | 15 | Graham Rahal       | Rahal Letterman Lanigan Racing | 70                      | 10       | –                        | 32   |
| 5.                    | 3  | Hélio Castroneves  | Team Penske                    | 70                      | 2        | –                        | 30   |
| 6.                    | 26 | Carlos Muñoz       | Andretti Autosport             | 70                      | 5        | –                        | 28   |
| 7.                    | 28 | Ryan Hunter-Reay   | Andretti Autosport             | 70                      | 15       | –                        | 26   |
| 8.                    | 83 | Charlie Kimball    | Chip Ganassi Racing            | 70                      | 8        | –                        | 24   |
| 9.                    | 10 | Tony Kanaan        | Chip Ganassi Racing            | 70                      | 7        | –                        | 22   |
| 10.                   | 98 | Alexander Rossi    | Andretti Herta Autosport       | 70                      | 17       | –                        | 20   |
| 11.                   | 14 | Szató Takuma       | A.J. Foyt Enterprises          | 70                      | 11       | –                        | 19   |
| 12.                   | 19 | Gabby Chaves       | Dale Coyne Racing              | 70                      | 20       | –                        | 18   |
| 13.                   | 22 | Simom Pagenaud     | Team Penske                    | 70                      | 1        | 35                       | 21   |
| 14.                   | 21 | Josef Newgarden    | Ed Carpenter Racing            | 70                      | 14       | –                        | 16   |
| 15.                   | 7  | Mihail Aljosin     | Schmidt Peterson Motorsports   | 70                      | 12       | –                        | 15   |
| 16.                   | 27 | Marco Andretti     | Andretti Autosport             | 69                      | 19       | –                        | 14   |
| 17.                   | 20 | Spencer Pigot      | Ed Carpenter Racing            | 69                      | 21       | –                        | 13   |
| 18.                   | 5  | James Hinchcliffe  | Schmidt Peterson Motorsports   | 65                      | 4        | –                        | 12   |
| 19.                   | 9  | Scott Dixon        | Chip Ganassi Racing            | 56 (Elektronika)        | 6        | 1                        | 12   |
| 20.                   | 12 | Will Power         | Team Penske                    | 44 (Mechanika)          | 9        | 5                        | 11   |
| 21.                   | 8  | Max Chilton        | Chip Ganassi Racing            | 8 (Baleset)             | 18       | –                        | 9    |
| 22.                   | 41 | Jack Hawksworth    | A.J. Foyt Enterprises          | 0 (Mechanika)           | 22       | –                        | 8    |
| HIVATALOS VÉGEREDMÉNY |    |                    |                                |                         |          |                          |      |

### Statisztikák
Az élen töltött körök száma
- Simon Pagenaud: 35 kör (1–23), (32–43)
- Juan Pablo Montoya: 13 kör (29–31), (44–53)
- Sébastien Bourdais: 12 kör (55–57), (62–70)
- Will Power: 5 kör (24–28)
- Conor Daly: 4 kör (58–61)
- Scott Dixon: 1 kör (54)

## Második verseny

### Időmérő
A második futam időmérőjét június 5-én, délelőtt tartották. A pole-pozíciót Simon Pagenaud szerezte meg Hélio Castroneves és Juan Pablo Montoya előtt.
| 1.                    | 22 | Simon Pagenaud     | Team Penske                    | 1:14,0379 |           |
| 2.                    | 28 | Ryan Hunter-Reay   | Andretti Autosport             |           | 1:14,5621 |
| 3.                    | 3  | Hélio Castroneves  | Team Penske                    | 1:14,1904 |           |
| 4.                    | 9  | Scott Dixon        | Chip Ganassi Racing            |           | 1:14,6867 |
| 5.                    | 7  | Mihail Aljosin     | Schmidt Peterson Motorsports   | 1:14,7256 |           |
| 6.                    | 10 | Tony Kanaan        | Chip Ganassi Racing            |           | 1:14,8163 |
| 7.                    | 15 | Graham Rahal       | Rahal Letterman Lanigan Racing | 1:14,7786 |           |
| 8.                    | 12 | Will Power         | Team Penske                    |           | 1:14,8392 |
| 9.                    | 41 | Jack Hawksworth    | A.J. Foyt Enterprises          | 1:14,9349 |           |
| 10.                   | 2  | Juan Pablo Montoya | Team Penske                    |           | 1:14,8486 |
| 11.                   | 83 | Charlie Kimball    | Chip Ganassi Racing            | 1:15,1345 |           |
| 12.                   | 11 | Sébastien Bourdais | KVSH Racing                    |           | 1:15,1690 |
| 13.                   | 26 | Carlos Muñoz       | Andretti Autosport             | 1:15,2094 |           |
| 14.                   | 5  | James Hinchcliffe  | Schmidt Peterson Motorsports   |           | 1:15,5692 |
| 15.                   | 19 | Gabby Chaves       | Dale Coyne Racing              | 1:15,2840 |           |
| 16.                   | 14 | Szató Takuma       | A.J. Foyt Enterprises          |           | 1:15,5987 |
| 17.                   | 21 | Josef Newgarden    | Ed Carpenter Racing            | 1:15,4653 |           |
| 18.                   | 98 | Alexander Rossi    | Andretti Herta Autosport       |           | 1:15,6904 |
| 19.                   | 8  | Max Chilton        | Chip Ganassi Racing            | 1:15,4678 |           |
| 20.                   | 20 | Spencer Pigot      | Ed Carpenter Racing            |           | 1:16,1132 |
| 21.                   | 18 | Conor Daly         | Dale Coyne Racing              | 1:15,4766 |           |
| 22.                   | 27 | Marco Andretti     | Andretti Autosport             |           | 1:16,4531 |
| HIVATALOS VÉGEREDMÉNY |    |                    |                                |           |           |

### Rajtfelállás
| Rajtsor | Belső ív | Belső ív          | Külső ív | Külső ív           |
| ------- | -------- | ----------------- | -------- | ------------------ |
| 1.      | 22       | Simon Pagenaud    | 28       | Ryan Hunter-Reay   |
| 2.      | 3        | Hélio Castroneves | 9        | Scott Dixon        |
| 3.      | 7        | Mihail Aljosin    | 10       | Tony Kanaan        |
| 4.      | 15       | Graham Rahal      | 12       | Will Power         |
| 5.      | 41       | Jack Hawksworth   | 2        | Juan Pablo Montoya |
| 6.      | 83       | Charlie Kimball   | 11       | Sébastien Bourdais |
| 7.      | 26       | Carlos Muñoz      | 5        | James Hinchcliffe  |
| 8.      | 19       | Gabby Chaves      | 14       | Szató Takuma       |
| 9.      | 21       | Josef Newgarden   | 98       | Alexander Rossi    |
| 10.     | 8        | Max Chilton       | 20       | Spencer Pigot      |
| 11.     | 18       | Conor Daly        | 27       | Marco Andretti     |

### Verseny
A második versenyt június 5-én, délután tartották. A rajt ezúttal nem múlt el baleset nélkül, hiszen három, egymástól független végezte a falban, vagy forgott meg. Charlie Kimball optimistán húzódott az egyenesben a pálya külső íve felé, erre pedig a mellette haladó Muñoznak kellett reagálnia, így a mellette lévő James Hinchcliffe csúszott bele a falba. Az ő autójába hátulról még Chilton autója is belecspódott. Szató autóját pedig Rossi forgatta meg. A restart után nem történt sok minden, a verseny csendesen zajlott, egészen addig míg Montoya és Dixon ütközött, és mindkettejüknek a boxba kellett hajtania. A 35. körben Montoya hibázott a nyolcas kanyarban, majd megállt a pálya szélén, hiszen mindkét jobb oldali felfüggesztését eltörte. Sokan a boxba szállingóztak annak reményében, hogy az új gumikkal kibírják a verseny végéig. A 41. körben Castroneves megelőzte Pagenaud-ot és az élre állt. A francia a 49. körben érkezett a boxba Powerrel és Hunter-Reay-jel együtt. Egy körrel később azonban Castroneves balszerencséjére Jack Hawksworth megállt a pálya szélén, ami előidézte a sárga zászlót, így a brazil csak a tizennegyedik helyre tudott visszajönni. Az újraindítást követően Power támadni kezdte csapattársát az ötödik helyért, majd a hármas kanyarban külső íven tudta végrehajtani a manővert. Az élen haladó négyesnek még a boxba kellett hajtania, így Power és Pagenaud az utolsó körig csatáztak a győzelemért. Előzés végül nem történt, Power megszerezte a 26. győzelmét Pagenaud és Hunter-Reay előtt. Mögöttük Newgarden, Dixon és a rendkívül jó hétvégét teljesítő Daly végzett.
| Helyezés              | #  | Versenyző          | Csapat                         | Futott kör (Kiesés oka) | Rajthely | Élen töltött körök száma | Pont |
| --------------------- | -- | ------------------ | ------------------------------ | ----------------------- | -------- | ------------------------ | ---- |
| 1.                    | 12 | Will Power         | Team Penske                    | 70 (1:42:22,2672)       | 8        | 10                       | 51   |
| 2.                    | 22 | Simon Pagenaud     | Team Penske                    | 70                      | 1        | 40                       | 44   |
| 3.                    | 28 | Ryan Hunter-Reay   | Andretti Autosport             | 70                      | 2        | –                        | 36   |
| 4.                    | 21 | Josef Newgarden    | Ed Carpenter Racing            | 70                      | 17       | –                        | 32   |
| 5.                    | 9  | Scott Dixon        | Chip Ganassi Racing            | 70                      | 4        | –                        | 30   |
| 6.                    | 18 | Conor Daly         | Dale Coyne Racing              | 70                      | 21       | –                        | 28   |
| 7.                    | 10 | Tony Kanaan        | Chip Ganassi Racing            | 70                      | 6        | –                        | 26   |
| 8.                    | 11 | Sébastien Bourdais | KVSH Racing                    | 70                      | 12       | 8                        | 25   |
| 9.                    | 27 | Marco Andretti     | Andretti Autosport             | 70                      | 22       | –                        | 22   |
| 10.                   | 14 | Szató Takuma       | A.J. Foyt Enterprises          | 70                      | 16       | –                        | 20   |
| 11.                   | 15 | Graham Rahal       | Rahal Letterman Lanigan Racing | 70                      | 7        | 1                        | 20   |
| 12.                   | 98 | Alexander Rossi    | Andretti Herta Autosport       | 70                      | 18       | 1                        | 19   |
| 13.                   | 19 | Gabby Chaves       | Dale Coyne Racing              | 70                      | 15       | –                        | 17   |
| 14.                   | 3  | Hélio Castroneves  | Team Penske                    | 70                      | 3        | 10                       | 17   |
| 15.                   | 26 | Carlos Muñoz       | Andretti Autosport             | 70                      | 13       | –                        | 15   |
| 16.                   | 83 | Charlie Kimball    | Chip Ganassi Racing            | 70                      | 11       | –                        | 14   |
| 17.                   | 7  | Mihail Aljosin     | Schmidt Peterson Motorsports   | 70                      | 5        | –                        | 13   |
| 18.                   | 20 | Spencer Pigot      | Ed Carpenter Racing            | 67                      | 20       | –                        | 12   |
| 19.                   | 41 | Jack Hawksworth    | A.J. Foyt Enterprises          | 48 (Mechanika)          | 9        | –                        | 11   |
| 20.                   | 2  | Juan Pablo Montoya | Team Penske                    | 33 (Baleset)            | 10       | –                        | 10   |
| 21.                   | 5  | James Hinchcliffe  | Schmidt Peterson Motorsports   | 0 (Baleset)             | 14       | –                        | 9    |
| 22.                   | 8  | Max Chilton        | Chip Ganassi Racing            | 0 (Baleset)             | 19       | –                        | 8    |
| HIVATALOS VÉGEREDMÉNY |    |                    |                                |                         |          |                          |      |

### Statisztikák
Az élen töltött körök száma
- Simon Pagenaud: 40 kör (1–40)
- Hélio Castroneves: 10 kör (41–50)
- Will Power: 10 kör (61–70)
- Sébastien Bourdais: 8 kör (51–58)
- Alexander Rossi: 1 kör (60)
- Graham Rahal: 1 kör (59)

## A bajnokság élmezőnyének állása a versenyek után
| Pozíció | Versenyző         | Pont |
| ------- | ----------------- | ---- |
| 1       | Simon Pagenaud    | 357  |
| 2       | Scott Dixon       | 277  |
| 3       | Hélio Castroneves | 271  |
| 4       | Josef Newgarden   | 259  |
| 5       | Alexander Rossi   | 242  |